# روبرت هنتر (سياسي أمريكي)
روبرت هنتر (بالإنجليزية: Robert Hunter)‏ هو سياسي أمريكي، ولد في 1664 في المملكة المتحدة، وتوفي في 1734 في جامايكا. انتخب Governor of New York and New Jersey ‏ (1710 – 1720) وانتخب Governor of Jamaica ‏ (1728 – مارس 1734).